# Threnia rabelloi
Threnia rabelloi là một loài ruồi trong họ Asilidae. Threnia rabelloi được Carrera miêu tả năm 1952. Loài này phân bố ở vùng Tân nhiệt đới.